# Gino Guerra
Gino Guerra (16 de outubro de 1924 — 28 de dezembro de 1978) foi um ciclista italiano.
Nos Jogos Olímpicos de 1948 em Londres, no Reino Unido, ele competiu nos 1000 m contrarrelógio e terminou em nono lugar com o tempo de "1:17.1".